# Dortmund-Ems-kanalen

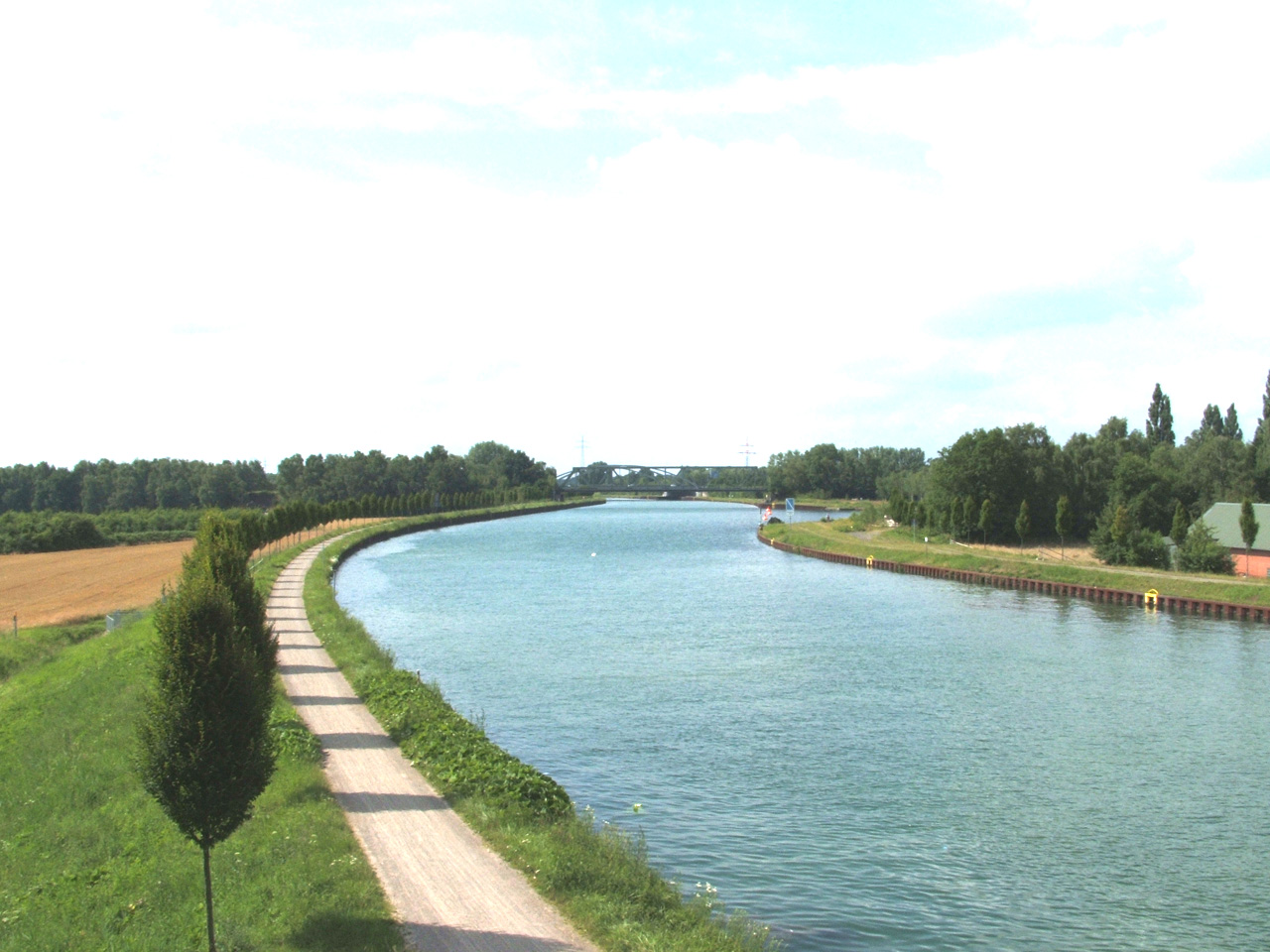
Dortmund-Ems-Kanal i Dortmund.

Dortmund-Ems-Kanal är en 265 km lång kanal som förbinder Ruhrområdet med Nordsjön. Kanalen går från Dortmund till Emden.
Kanalen öppnades 1899. Från Dortmund följer kanalen en nordvästlig riktning. Vid orten Datteln svänger den åt nordöst. Med hjälp av broar korsar kanalen floderna Lippe och Ems. Sedan går den ungefär parallell med floden Ems på dennes östra sida. Efter ungefär 108km vid orten Bergeshövede grenar Mittellandkanal av. Vid Meppen mynnar kanalen i Ems. Floden är efter mynningen och fram till Nordsjön utbyggd och kanalliknande.